# Podología forense
La podología forense es una parte de la medicina legal que, aplica los conocimientos y técnicas de la especialidad podológica al servicio del derecho y de la prueba legal, por ejemplo realizando pericias para determinar e interpretar a partir de los restos, huellas o indicios, si así se requiere, la identidad de la víctima o los sujetos implicados en un crimen a través de los dermatoglifos plantares, de la morfología o características de la pisada o deduciendo a partir de sus aspectos biomecánicos las peculiaridades de la marcha. La definición operativa de la podología forense fue enunciada por Vernon y McCourt en 1999.

## Historia
Existen registros de 1876 en Escocia en los que se realizan pericias sobre el calzado en un proceso judicial. En los años 1920 Gerard publica alguno de los primeros trabajos sobre aplicaciones legales de la podología sin alcanzar demasiada difusión. En 1935 Muir publica el artículo "Chiropody and Crime Detection" en el que examina un caso en el que las pruebas consistían en huellas de pisadas. Ese mismo año se hizo famoso en Gran Bretaña el caso Ruxton, en el que un podólogo realizó la identificación de dos personas profundamente mutiladas.
En 1957 el patólogo británico sir Sidney Smith publica un libro titulado Mostly Murder en el que relata un caso que tuvo lugar en Falkirk,  Escocia, donde se produjo la identificación de un criminal a partir de huellas de calzado que pusieron de relieve diversas afecciones del aparato locomotor del autor del crimen, llevando esto a la identificación de este sujeto. En 1982 el canadiense Norman Gunn, considerado uno de los padres y pioneros de la disciplina, realiza varios trabajos y publicaciones en los que aplica las distintas técnicas forenses a la especialidad de la podología, por ejemplo utilizando duplicados de plástico de huellas plantares, y obteniendo en juicios varios veredictos de culpabilidad.
En el Reino Unido las prácticas forenses están reguladas por el Council for the Registration of Forensic Practitioners. La podología forense ha sido una de las últimas en ser registradas, haciéndolo concretamente el 12 de octubre de 2006. En Estados Unidos se ha formado recientemente la American Society of Forensic Podiatry, que promueve entre sus miembros la formación continua, las publicaciones académicas y la investigación sobre el campo.

## Examen del escenario del crimen
Entre las técnicas con las que cuenta la podología forense están la identificación a partir de registros podológicos, de la huella plantar, el calzado y el análisis de las formas de marcha capturadas con cámaras de televisión por circuito cerrado. Las técnicas más valiosas son aquellas que se relacionan con la comparación de las impresiones plantares en el interior del calzado.
Los protocolos seguidos en la obtención de pruebas son universales y comunes a otras especialidades. Una de los indicios que implica la pericia del podólogo forense es el hallazgo de huellas de pisadas o calzado. Estas suelen ser más evidentes cuando el piso está cubierto por suciedad. Sin embargo, otros medios requieren la intervención inmediata para su preservación o registro, como las huellas en la nieve. En otras ocasiones es importante tomar un molde tridimensional de la huella. Esto se efectúa con materiales como piedra dental o pasta de Paris.
Uno de los datos que se pueden deducir a partir de las impresiones o huellas plantares es el peso o la estatura del sujeto.